# Jacob Metius
Jacob Metius, eigentlich Jacob Adriaansz (* nach 1571 in Alkmaar; † Juni 1628) war ein niederländischer Instrumentenbauer (Linsenschleifer). Er ist eine der drei Personen, die sich 1608 in den Niederlanden um die Priorität der Erfindung des Teleskops (Galilei-Fernrohr) stritten. Die anderen beiden waren Hans Lipperhey aus Middelburg und Zacharias Janssen.

## Leben
Jacob Metius war der Bruder des Mathematikers und Kartografen Adriaan Metius (wie dieser nannte er sich Metius, was für Messen steht) und der vierte Sohn des Mathematikers und Festungsbaumeisters sowie langjährigen Bürgermeisters in Alkmaar Adriaan Anthonisz. Er war hauptberuflich Linsenschleifer und stellte Brillen her. Er demonstrierte den Bürgern von Alkmaar auch Brennspiegel, mit denen er Gegenstände in Brand setzte, und lehrte Glasblasen. Sein Objektiv war konvex und sein Okular konkav wie bei Lipperhey. Es vergrößerte drei- bis vierfach.
1608 stellte Metius einen Patentantrag auf die Erfindung des Teleskops. Dabei war ihm aber Lipperhey drei Wochen zuvorgekommen. Metius versuchte die niederländische Regierung von der Überlegenheit seines Entwurfs zu überzeugen. Diese entschied im Oktober 1608, dass die Erfindung zu einfach zu kopieren sei, um ein Patent zu erteilen, Metius erhielt aber eine kleine Geldsumme (100 Gulden) als Anerkennung und Lipperhey einen Regierungsauftrag zur Herstellung (im Gesamtwert von 900 Gulden). Als Lipperhey den Auftrag erhielt, weigerte sich Metius aus Enttäuschung bis zu seinem Tod, Einblick in seine eigene Erfindung zu geben. Niemand durfte durch sein Teleskop sehen. Weder Freunde, Verwandte noch Moritz von Oranien konnten ihn umstimmen und er nahm das „Geheimnis“ seiner Erfindung mit in sein Grab. Schon zuvor galt er als menschenscheuer Sonderling.
Zacharias Janssen aus Middelburg machte die Erfindung um die gleiche Zeit, stellte aber keinen Antrag auf ein Patent, sondern verkaufte seine Erfindung gleich auf der Frankfurter Messe. Im April 1609 konnte man schon Teleskope in Paris kaufen und vier Monate später in Italien. Thomas Harriot beobachtete dadurch im August 1609 den Mond. Galileo Galilei baute es im Juni/Juli 1609 nach und präsentierte im August dem Senat in Venedig ein Teleskop mit achtfacher Vergrößerung.